# Oláh Edit
Oláh Edit (Káld, 1947. április 17. –) Széchenyi-díjas magyar genetikus, onkogenetikus, a Magyar Tudományos Akadémia rendes tagja. Kutatási területe az onkológia, illetve az onkogenetika. Ezeken belül foglalkozik a daganatok genetikai és molekuláris mechanizmusaival, valamint a daganatos betegséges genetikai vizsgálata. Jelentős molekuláris diagnosztikai tevékenysége is, itt a daganatos betegséghajlam molekuláris szűrésében ért el eredményeket, elsősorban az úgynevezett familiárisan halmozódó (daganatos) megbetegedésekben. 1986-tól az Országos Onkológiai Intézet molekuláris genetikai osztályának vezetője.

## Életpályája
1965-ben érettségizett, majd felvették az Eötvös Loránd Tudományegyetem Természettudományi Kar biológia-kémia szakára, ahol 1970-ben szerzett diplomát. Ezt követően az Országos Onkológiai Intézet molekuláris genetikai osztályában kapott tudományos segédmunkatársi állást. 1972-ben megvédte egyetemi doktori disszertációját. 1973-ban az intézetben tudományos munkatársi, 1984-ben tudományos főmunkatársi megbízást kapott. 1986-ban az megbízták az osztály vezetésével, amely pozíciójában többször megerősítették. Emellett 1986-ban kezdett el molekuláris tumorbiológiát és molekuláris onkogenetikát tanítani az Eötvös Loránd Tudományegyetemen meghívott oktatóként, 1995-ben habilitált, majd 1996-ban egyetemi magántanárrá avatták. Az egyetemen a Molekuláris Sejtbiológia Doktori Iskola egyik alapítója volt, emellett a Molekuláris és Klasszikus Genetikai Doktori Iskola, valamint 2002-ben a Semmelweis Egyetem Molekuláris Élettani Doktori Iskola munkájába is bekapcsolódott. 1999 és 2002 között Széchenyi professzori ösztöndíjjal kutatott. Magyarországi munkái mellett többször volt külföldi intézményekben vendégkutató: 1977-ben az Indianai Egyetem Orvosi Karán George Weber mellett volt ösztöndíjas, majd 1980 és 1986 között ugyanott vendégkutatóként és 1998-ig vendégprofesszorként évente egy-két hónapot töltött az USA-ban.
1983-ban védte meg a biológiai tudomány kandidátusi, 1992-ben akadémiai doktori értekezését. Az MTA I. Számú Klinikai Bizottságnak lett tagja. 2007-ben megválasztották a Magyar Tudományos Akadémia levelező, 2013-ban pedig rendes tagjává. Bekerült az Orvosi Diagnosztikai Bizottságba, valamint a Könyv- és Folyóirat-kiadó és a Környezet és Egészség Osztályközi Bizottságába is. Akadémiai tisztségei mellett számos tudományos egyesület munkájába is bekapcsolódott: 1990-ben a Magyar Onkológusok Társasága elnökségi tagjává, 1992-ben a Magyar Humángenetikai Társaság vezetőségi tagjává választották. Nemzetközi szinten az Európai Rákkutató Társaság elnöke volt 1998 és 2002 között, valamint az Európai Ráktársaságok Szövetsége és az Amerikai Rákkutató Társaságban is aktív. Ezenkívül a European Study Group for Cell Proliferation elnökeként is tevékenykedett 1992 és 1998 között. Több tudományos szakfolyóirat munkájába is bekapcsolódott: Molecular Cancer Research, Cell Proliferation, Cancer Letters, Cell and Tissue Kinetics, Experimental & Clinical Cancer Research és Journal of Gynecological Oncology. Több mint százharminc tudományos publikáció szerzője vagy társszerzője. Munkáit magyar és angol nyelven adja közre.

## Díjai, elismerései
- Fiatal Onkológusok díja (1973)
- Papolczi-díj (1975)
- Terry Fox-díj (1997)
- George Weber Alapítvány díja (1997)
- Markusovszky-díj (2000)
- Krompecher-díj (2001)
- Szentágothai János-díj (2001)
- A Magyar Érdemrend tisztikeresztje (2013)
- Széchenyi-díj (2016)

## Főbb publikációi
- Biochemical programs and enzyme-pattern-targeted chemotherapy in cancer cells (társszerző, 1978)
- Colon tumor: enzymology of the neoplastic program (társszerző, 1978)
- Biochemical commitment to replication in cancer cells (társszerző, 1980)
- Dynamics of modulation of biochemical programs in cancer cells (társszerző, 1980)
- Modulation of IMP dehydrogenase activity and guanylate metabolism by tiazofurin (2-beta-D-ribofuranosylthiazole-4-carboxamide) (társszerző, 1984)
- Characterization of "fetal-type" acetylcholinesterase in hemin-treated K562 cell-culture (társszerző, 1987)
- Induction of erythroid-differentiation and modulation of gene-expression by tiazofurin in K-562 leukemia-cells (társszerző, 1988)
- Significance of purine salvage in circumventing the action of antimetabolites in rat hepatoma cells (társszerző, 1989)
- AZT: a biochemical response modifier of methotrexate and 5-fluorouracil cytotoxicity in human ovarian and pancreatic carcinoma cells (társszerző, 1991)
- Molekuláris és biokémiai támadási pontok a daganatsejtek szaporodásának gátlásában (1992)
- Quercetin down-regulates signal transduction in human breast carcinoma cells (társszerző, 1995)
- High allele loss rates at 17q12-q21 in breast and ovarian tumors from 52 germline BRCA1 mutation carriers (társszerző, 1995)
- Regulation of the signal transduction program by drugs (társszerző, 1997)
- Molecular mechanisms in the antiproliferative action of quercetin (társszerző, 1997)
- Haplotype and phenotype analysis of nine recurrent BRCA2 mutations in 111 families: results of an international study (társszerző, 1998)
- The exon 13 duplication in the BRCA1 gene is a founder mutation present in geographically diverse populations (társszerző, 2000)
- Cancer incidence in BRCA1 mutation carriers (társszerző, 2002)
- Stem cell factor receptor (c-KIT) codon 816 mutations predict development of bilateral testicular germ-cell tumors (társszerző, 2003)
- Average risks of breast and ovarian cancer associated with BRCA1 or BRCA2 mutations detected in case Series unselected for family history: a combined analysis of 22 studies (társszerző, 2003)
- Prediction of BRCA1 status in patients with breast cancer using estrogen receptor and basal phenotype (társszerző, 2005)
- Pregnancies, breast-feeding, and breast cancer risk in the International BRCA1/2 Carrier Cohort Study (IBCCS) (társszerző, 2006)
- The BOADICEA model of genetic susceptibility to breast and ovarian cancer: updates and extensions (társszerző, 2008)
- Deletions removing the last exon of TACSTD1 constitute a distinct class of mutations predisposing to Lynch syndrome (társszerző, 2009)
- Multiple independent variants at the TERT locus are associated with telomere length and risks of breast and ovarian cancer (társszerző, 2013)